# Heartbeat
„Heartbeat” (на български: Сърцебиене) е песен на ирландската група „Кен-Лин“ и певицата Кейси Смит. Избрана е да представи Ирландия на песенния фестивал „Евровизия 2014“.
Песента печели националната селекция със 114 точки, като получава най-много точки както от телевизионните зрители, така и от журито (60+54). За сравнение, песента на второ място получава 102 точки (50+52).
Написана е от ирландско-шведски екип: Хейзъл Канесваран, ирландски изпълнител, присъединил се към група „Дав“ през 1996 година, Йонас Гладникоф, написал две успешни евровизионни песни, Размус Палмгрен и Патрисия Хеландер, финалист в шведския „Мюзик айдъл“.
Достига четиридесет и първа позиция в Ирландската класация за сингли.